# Черноскутов, Андрей Владимирович
Андрей Владимирович Черноскутов (род. 29 марта 1978, Свердловск) — российский хоккеист, вратарь. Кандидат в мастера спорта России.

## Биография
Воспитанник свердловского хоккея. Дебютировал в первенстве России в сезоне 1994/95, проведя один матч в открытом чемпионате России за команду «СКА-Авто-2» Екатеринбург. Перед сезоном 1996/97 перешёл в петербургский СКА. Дебютировал в РХЛ в возрасте 18 лет в гостевом матче против «Крыльев Советов» (0:9), заменив после первого периода при счёте 0:4 Кирилла Коренькова. Черноскутов пропустил во втором периоде три шайбы, и на третий период в ворота вернулся Кореньков. Первый полный матч провёл в следующем сезоне против московского «Динамо» (2:2). В основном играл за вторую команду СКА, в сезоне 1999/2000 выступал за петербургский «Спартак». В сезоне 2000/01 провёл за СКА 9 матчей, пропустив 26 шайб. Вышел в домашнем матче против «Локомотива» (2:7) при счёте 1:5 на 32-й минуте вместо Николаева, «Спорт-Экспрессом» был включён в тройку лучших игроков матча. Однако позже в нескольких матчах Черноскутова меняли после двух — трёх пропущенных шайб, его негативно оценивали в СМИ.
Четыре сезон отыграл в петербургском «Спартаке». В сезоне 2005/06 выступал за белорусские клубы «Брест», «Динамо» Минск, «Динамо-2» Минск. Играл в «Энергии» Кемерово (2006/07), ХК «Тамбов» (2006/07 — 2010/11).
Окончил Тамбовский государственный университет, ВШТ по хоккею им. Н. Г. Пучкова (2016/17).
Тренер вратарей клуба «СКА-Карелия» в сезонах 2015/16 — 2016/17, ГБУ СШ имени Н. Дроздецкого Колпинского района Санкт-Петербурга.